# خط تولید

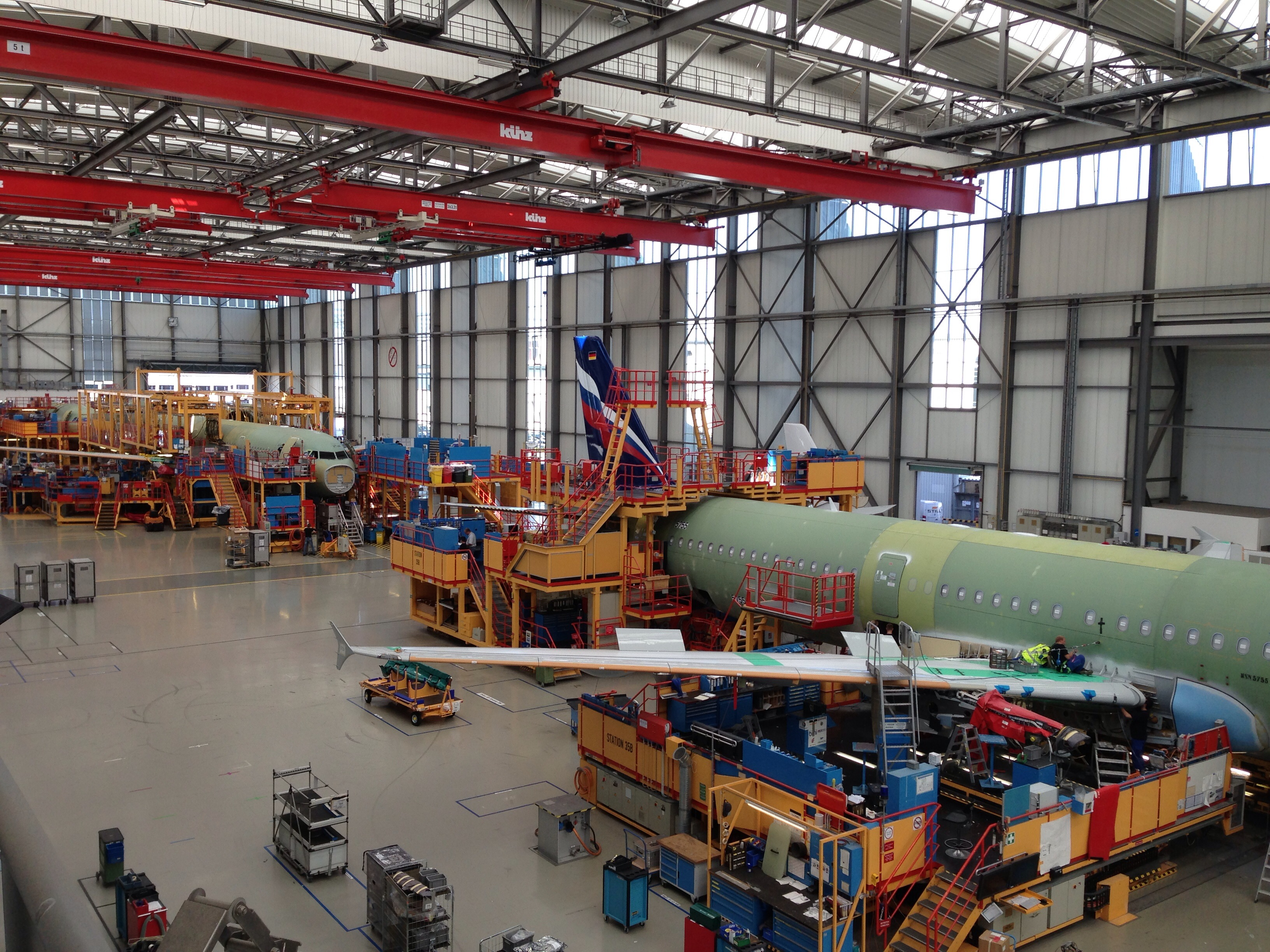
مجتمع خط تولید ایرباس ای ۳۲۱ در کارخانهٔ ایرباس در فرودگاه هامبورگ فینکن‌وردر.

خط تولید (انگلیسی: Production line)، فرایندی پیوسته و پی‌درپی در کارخانهها و کارگاه‌ها است؛ که به منظور تولید یک محصول پایانی از فرآورده‌های خام، یا آماده‌سازی و مناسب کردن مواد اولیه برای استفاده شدن در مرحلهٔ بعدی تولید یک محصول نهایی، از آن استفاده می‌شود. مجموعهٔ این عملیات پیوسته می‌تواند شامل فراوری، پالایش یا مونتاژ (سوار کردن قطعات تشکیل دهندهٔ یک محصول) باشد.
معمولاً، مواد خامی مانند: سنگ‌های معدن فلزات یا فرآورده‌های کشاورزی مانند مواد اولیهٔ غذایی یا مواد اولیهٔ صنایع نساجی منبع (پنبه، کتان)، نیازمند یک سلسله از آماده‌سازی‌ها هستند تا بتوانند به عنوان یک مادهٔ اولیه استفاده شوند. برای فلزات، این فرایندها شامل خرد کردن، ذوب کردن و پالایش بیشتر است. برای مواد کاشتنی، مواد مفید باید از پوسته، ساقه یا آلاینده‌ها جدا شوند و سپس برای فروش عرضه شوند.